# Oreopanax coriaceus
Oreopanax coriaceus är en araliaväxtart som beskrevs av Joseph Decaisne, Jules Émile Planchon och Hermann Harms. Oreopanax coriaceus ingår i släktet Oreopanax och familjen Araliaceae. Inga underarter finns listade.